# La Magdalena Cuaxixtla
La Magdalena Cuaxixtla är en ort i Mexiko.   Den ligger i kommunen Tecali de Herrera och delstaten Puebla, i den sydöstra delen av landet, 140 km öster om huvudstaden Mexico City. La Magdalena Cuaxixtla ligger 2 086 meter över havet och antalet invånare är 571.
Terrängen runt La Magdalena Cuaxixtla är kuperad åt sydväst, men åt nordost är den platt. Terrängen runt La Magdalena Cuaxixtla sluttar söderut. Runt La Magdalena Cuaxixtla är det ganska glesbefolkat, med 32 invånare per kvadratkilometer. Närmaste större samhälle är Tepeaca, 11,5 km nordost om La Magdalena Cuaxixtla. Trakten runt La Magdalena Cuaxixtla består i huvudsak av gräsmarker.